# 国家評議会 (ブータン)
国家評議会（こっかひょうぎかい、ゾンカ語：རྒྱལ་ཡོངས་ཚོགས་སྡེ།、Gyelyong Tshogde）は、ブータンの議会を構成する議院（上院）。

## 概要
- 設置年：2008年
- 任期：5年（解散なし）
- 定数：25
- 選挙制度：
  - 20人: 国内の20県から普通選挙により各県1人ずつ選出。候補者は県内の郡の推薦を受け、政党への所属は禁止
  - 5人: 国王が任命する有識者

## 最新の選挙

### 第2回
- 選挙議員20人を選出する選挙は、2013年4月23日に実施。現職のうち再選されたのは6人、女性議員・候補の当選はなかった[1]。
- 任命議員5人（うち女性2人）は全員留任した[2]。
- 5月10日、議長にソナム・キンガ（Sonam Kinga）、副議長にツェリン・ドルジ（Tshering Dorji）が選出された[3]。

### 第1回
- 選挙議員20人を選出する選挙は、2007年12月31日に実施。ただし、5県では2008年1月29日に延期して実施された。
- 国王は、国民議会選挙終了後の2008年3月28日に5人の任命議員を公表した[4]。
- 2008年4月29日、国家評議会議員は就任宣誓を行い、議長にナムゲ・ペンジョ（Namgay Penjore）、副議長にカルマ・ウラ（Karma Ura）が選出された[5]。なおカルマ・ウラは2009年7月1日に国家評議会議員を辞任したため[6]、同年11月3日にソナム・キンガが後任の副議長に選出された[7]。

## 議員の構成

### 第2期
- 女性議員：2人/25人中

### 第1期
上院でありながら、議員の平均年齢は極めて若かった。50歳代の議員は25人中2人に対し、20歳代の議員は4人、最年長は58歳、最年少は26歳であった。
- 選挙議員20人：平均年齢37.7歳[注釈 2]
- 国王任命議員5人：最年少35歳、最年長48歳[注釈 3]
- 女性議員：6人/25人中